# Фран-ле-Шато
Фран-ле-Шато́ (фр. Frasne-le-Château) — коммуна во Франции, находится в регионе Франш-Конте. Департамент — Верхняя Сона. Входит в состав кантона Жи. Округ коммуны — Везуль.
Код INSEE коммуны — 70253.

## География
Коммуна расположена приблизительно в 310 км к юго-востоку от Парижа, в 27 км севернее Безансона, в 27 км к юго-западу от Везуля.

## Население
Население коммуны на 2010 год составляло 291 человек.
| 1962 | 1968 | 1975 | 1982 | 1990 | 1999 | 2010 |
| ---- | ---- | ---- | ---- | ---- | ---- | ---- |
| 461  | 432  | 414  | 290  | 218  | 228  | 291  |

## Экономика
В 2010 году среди 190 человек трудоспособного возраста (15—64 лет) 138 были экономически активными, 52 — неактивными (показатель активности — 72,6 %, в 1999 году было 77,4 %). Из 138 активных жителей работали 125 человек (69 мужчин и 56 женщин), безработными было 13 (7 мужчин и 6 женщин). Среди 52 неактивных 21 человек были учениками или студентами, 14 — пенсионерами, 17 были неактивными по другим причинам.

## Достопримечательности
- Замок Сир-д’Уазле (XV век). Исторический памятник с 1946 года[3]
- Дом, известный как Шато-Мюнье (1714 год). Исторический памятник с 1996 года[4]
- Большой фонтан (1830 год). Исторический памятник с 1996 года[5]

## Фотогалерея

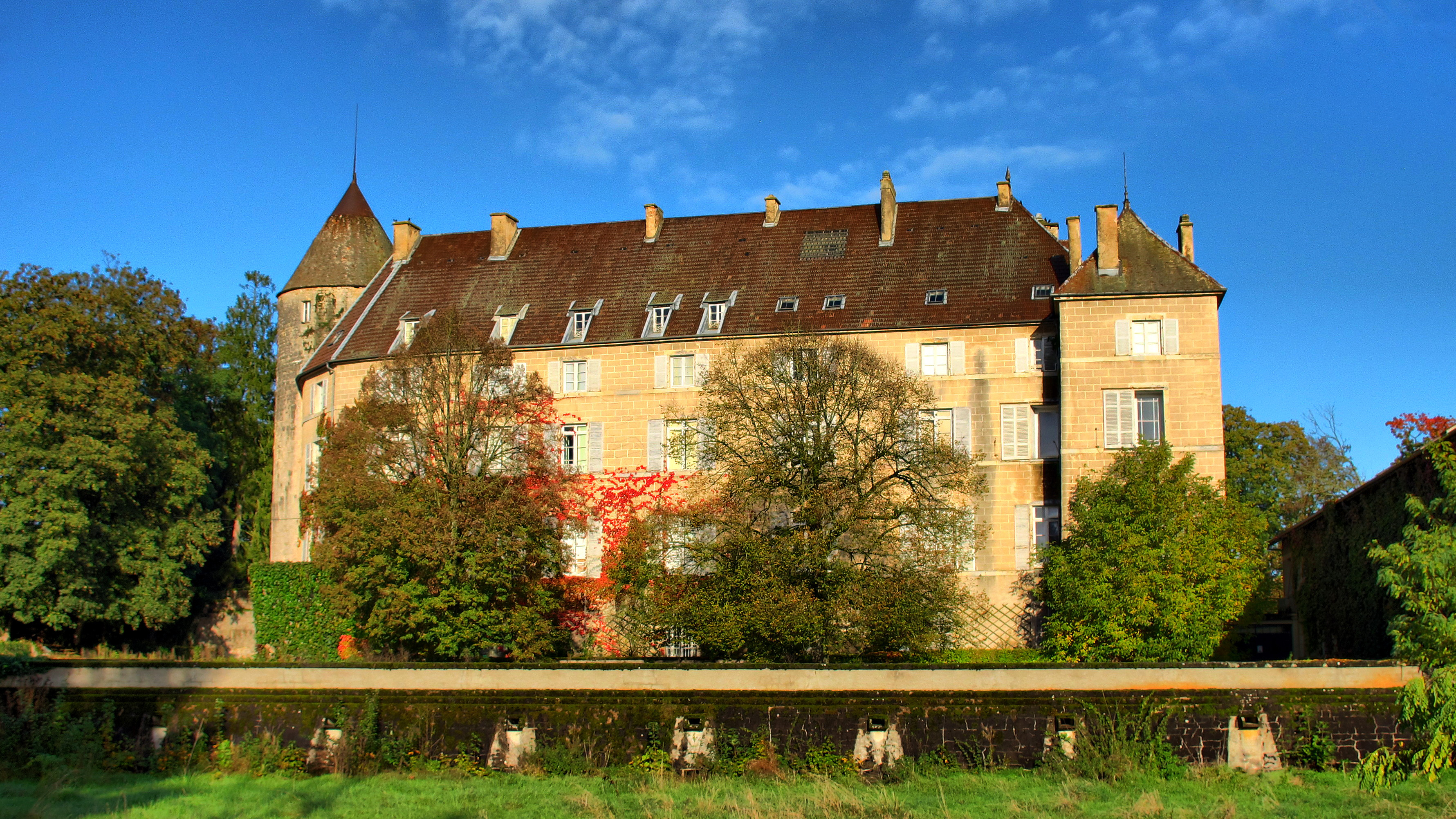
Замок Сир-д’Уазле
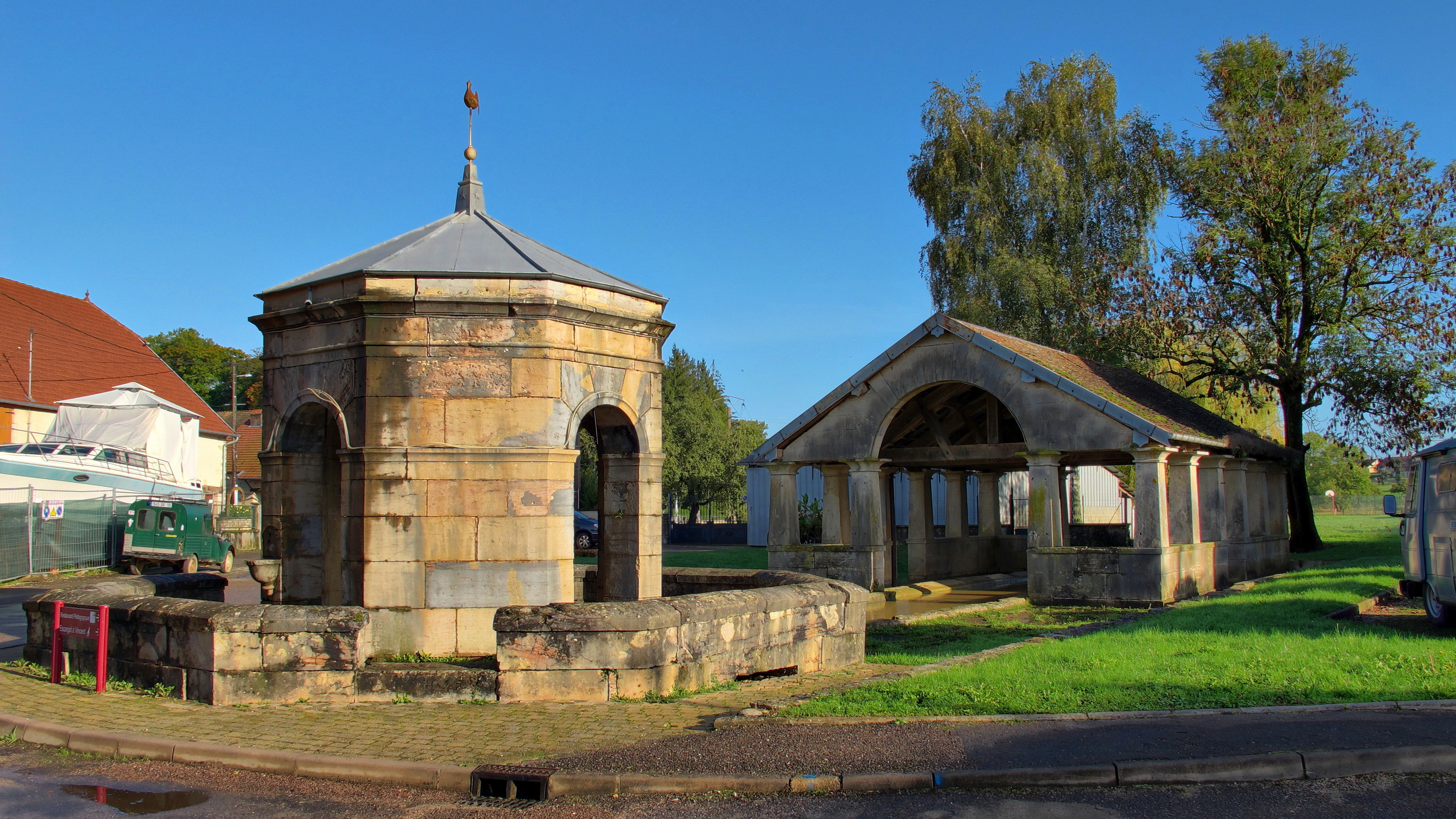
Большой фонтан
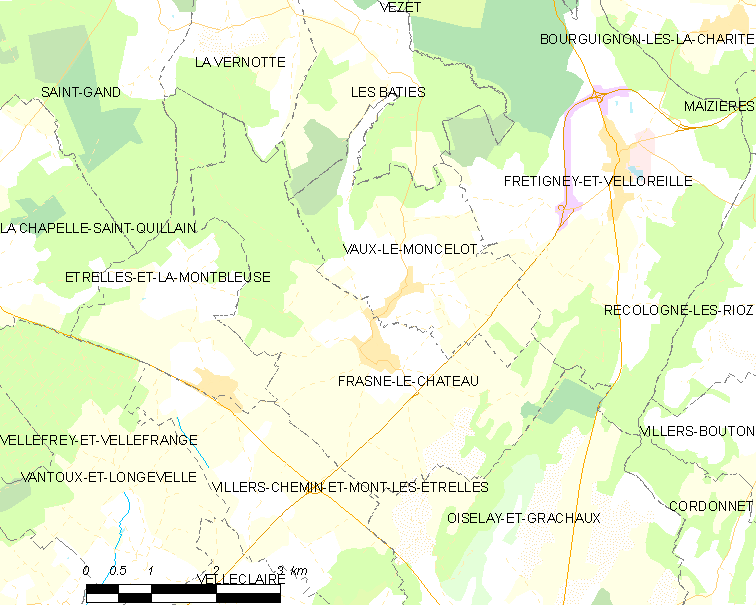
Карта коммуны